# Трезен
Трезен (или Тројзен) (грч. Τροιζήν) је у грчкој митологији био епонимни херој града Трезена, по коме је и добио назив. 

## Митологија
Био је Пелопов син и Анафлистов и Сфетов отац. Према неким изворима, Трезен није био оснивач града, већ његов брат Питеј. Паусанија је писао да су Питеј и Трезен дошли из Писе да с краљем Ајтијем поделе краљевство, које је наследио од оца Антанта. Антант је основао градове Антају и Хипереју па се отиснуо на море да би основао Халикарнас у Карији. Ипак, изгледа да његов син Ајтије није имао велику власт, јер је Питеј, после смрти свог брата, ујединио поменута два града у један модеран град, те га назвао према свом брату и посветио Атени и Посејдону. Иза Артемидиног храма се налазио Трезенов гроб, где су биле постављене беле мермерне плоче, где је Питеј обичавао да седи са двојицом људи, чланова суда.